# Gamma Ø
Gamma Ø is een onbewoond eiland in Nationaal park Noordoost-Groenland in het oosten van Groenland.

## Geografie
Het eiland wordt in het noorden begrensd door de Jøkelbugten en in het zuiden door de Orléans Sund.
Aan de overzijde van het water ligt in het zuiden het Nordmarken. Naar het noordoosten liggen de Danske-eilanden.